# Шизофазія

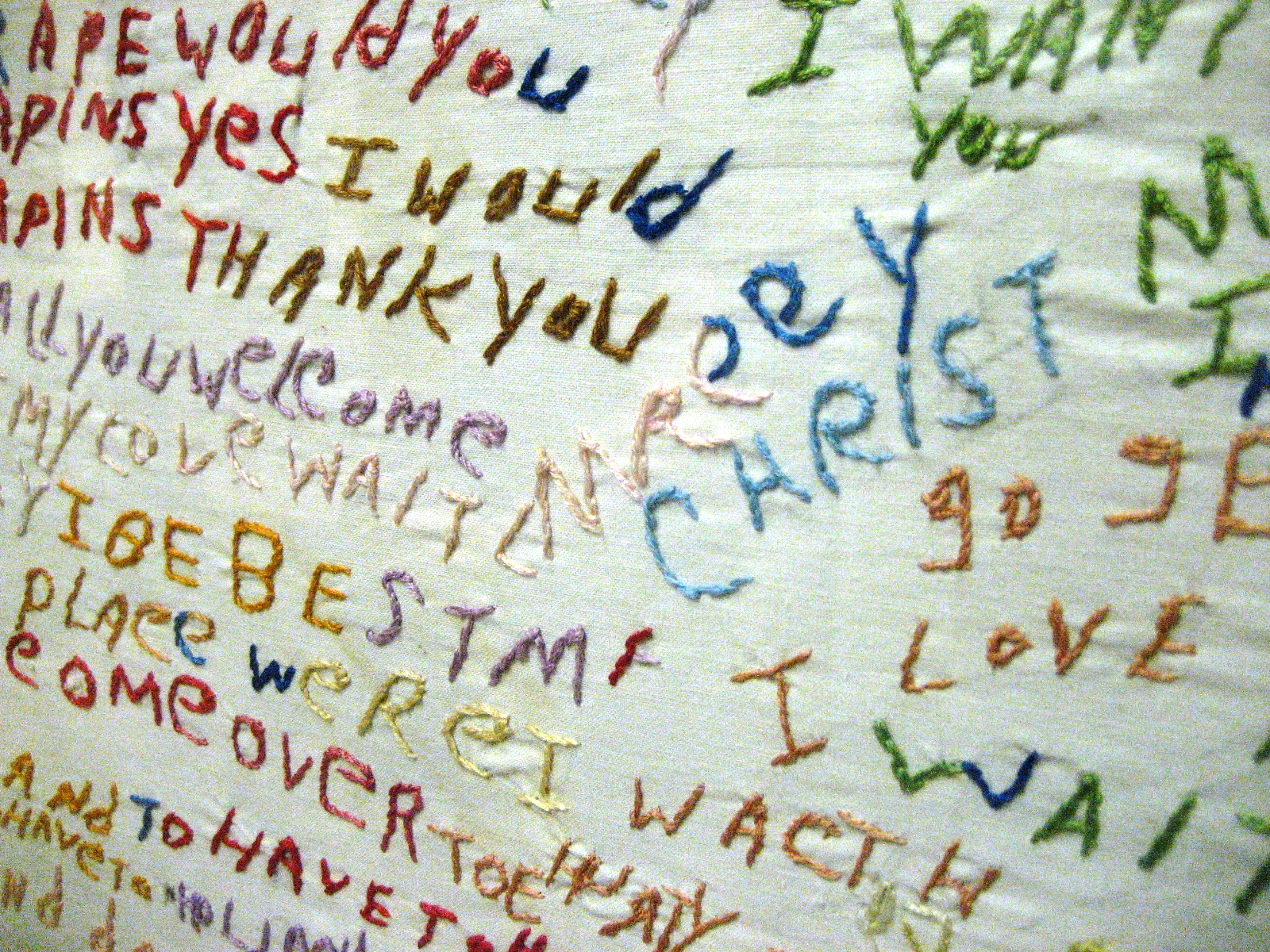

Шизофазія (від дав.-гр. σχίζω «розщеплювати, розколювати» і φάσις «мовлення, висловлювання») — симптом психічних розладів, що виражається в мовній розірваності — порушенні структури мови, при цьому, на відміну від мовної незв'язності (потоку незв'язаних слів), фрази будуються правильно, однак не несуть жодного змістовного навантаження, а зміст мовлення відповідає змісту марення. Цей розлад мови відбиває розірваність мислення хворих. Слова, що вживаються при шизофазії, випадкові й хаотичні.
Цей розлад характерний насамперед для шизофренії.

## Приклад шизофазії
Стенограма фонозапису з додатку до «Великої медичної енциклопедії» (1962):
Народився на вулиці Герцена, в гастрономі номер двадцять два. Відомий економіст, за покликанням своїм — бібліотекар. У народі — колгоспник. У магазині — продавець. В економіці, так би мовити, необхідний. Це, так би мовити, система... е-е-е... в складі ста двадцяти одиниць. Фотографуєте Мурманський півострів і отримуєте «Те-ле-фун-кен». І бухгалтер працює по іншій лінії — по лінії бібліотекаря. Тому що не повітря буде, академік буде! Ну ось можна сфотографувати Мурманський півострів. Можна стати повітряним асом. Можна стати повітряною планетою. І будеш певним, що цю планету візьмуть за підручником. Значить, на користь фізики піде одна планета. Величина, відірвана в область дипломатії, дає свої коливання на всю дипломатію. А Ілля Муромець дає коливання тільки на сім'ю на свою. Сірник у бібліотеці працює. У кінохроніку ходять і запалюють у кінохроніці великий аркуш. У бібліотеці маленький аркуш розпалюють. Вогонь... е-е-е... буде вироблятися значно легше, ніж підручник міцний. А міцний підручник буде вагомішим, ніж гастроном на вулиці Герцена. А на вулиці Герцена буде розщеплений підручник. Тоді підручник буде проходити через вулицю Герцена, через гастроном номер двадцять два, і заміщатися там за формулою економічної єдності. Ось у магазині двадцять два вона може розщепитися, економіка! На економістів, на диспетчерів, на продавців, на культуру торгівлі... Так що, в цей бік рушить уся економіка. Бібліотека рушить у бік ста двадцяти одиниць, які будуть... е-е-е... предмет укладати на предмет. Сто двадцять одиниць — предмет фізика. Електрична лампочка горить від ста двадцяти цеглин, тому що структура, так би мовити, схожа у неї на цеглу. Ілля Муромець працює на стадіоні «Динамо». Ілля Муромець працює у себе вдома. Ось конкретна дипломатія! Відкрита дипломатія — те ж саме. Ну, беремо телевізор, вставляємо в Мурманський півострів, накручуємо там... е-е-е... весь час чорний хліб... Так що ж, буде Муромець, чи що, виростати? Ілля Муромець, чи що, буде виростати з цього?
Оригінальний текст (рос.)
Родился на улице Герцена, в гастрономе номер двадцать два. Известный экономист, по призванию своему — библиотекарь. В народе — колхозник. В магазине — продавец. В экономике, так сказать, необходим. Это, так сказать, система… э-э-э… в составе ста двадцати единиц. Фотографируете Мурманский полуостров и получаете «Те-ле-фун-кен». И бухгалтер работает по другой линии — по линии библиотекаря. Потому что не воздух будет, академик будет! Ну вот можно сфотографировать Мурманский полуостров. Можно стать воздушным асом. Можно стать воздушной планетой. И будешь уверен, что эту планету примут по учебнику. Значит, на пользу физике пойдёт одна планета. Величина, оторванная в область дипломатии, даёт свои колебания на всю дипломатию. А Илья Муромец даёт колебания только на семью на свою. Спичка в библиотеке работает. В кинохронику ходят и зажигают в кинохронике большой лист. В библиотеке маленький лист разжигают. Огонь… э-э-э… будет вырабатываться гораздо легче, чем учебник крепкий. А крепкий учебник будет весомее, чем гастроном на улице Герцена. А на улице Герцена будет расщеплённый учебник. Тогда учебник будет проходить через улицу Герцена, через гастроном номер двадцать два, и замещаться там по формуле экономического единства. Вот в магазине двадцать два она может расщепиться, экономика! На экономистов, на диспетчеров, на продавцов, на культуру торговли… Так что, в эту сторону двинется вся экономика. Библиотека двинется в сторону ста двадцати единиц, которые будут… э-э-э… предмет укладывать на предмет. Сто двадцать единиц — предмет физика. Электрическая лампочка горит от ста двадцати кирпичей, потому что структура, так сказать, похожа у неё на кирпич. Илья Муромец работает на стадионе «Динамо». Илья Муромец работает у себя дома. Вот конкретная дипломатия! Открытая дипломатия — то же самое. Ну, берём телевизор, вставляем в Мурманский полуостров, накручиваем там… э-э-э… всё время чёрный хлеб… Так что же, будет Муромец, что ли, вырастать? Илья Муромец, что ли, будет вырастать из этого?
— Большая медицинская энциклопедия, 1962.